# ژولیا سوارس
ژولیا سوارس (پرتغالی: Júlia Soares؛ زادهٔ ۲۳ اوت ۲۰۰۵) ژیمناست زن اهل برزیل است.